# Willie Smit
Willie Jakobus Smit (Lydenburg, 29 de diciembre de 1992) es un ciclista profesional sudafricano que corre para el equipo China Glory-Mentech Continental Cycling Team. Destacó como amateur ganando el Campeonato Africano de Ciclismo en Ruta y la Vuelta a León en 2017.

## Palmarés
2013 (como amateur)
- 2.º en el Campeonato Africano Contrarreloj

2017 (como amateur)
- Campeonato Africano en Ruta
- 1 etapa de la Vuelta a Zamora
- Vuelta a León
- 1 etapa de la Vuelta a Galicia
- 3.º en el Campeonato de Sudáfrica Contrarreloj
- 3.º en el Campeonato de Sudáfrica en Ruta
- Tour Ethiopian Meles Zenawi
- UCI Africa Tour

2021
- 2.º en el Campeonato de Sudáfrica en Ruta

2022
- 2.º en el Campeonato de Sudáfrica en Ruta

2023
- Alanya CUP

2024
- Tour de Sakarya, más 1 etapa

## Resultados en Grandes Vueltas y Campeonatos del Mundo
| Carrera              | Carrera              | 2017 | 2018 | 2019  | 2020 | 2021 | 2022 | 2023 | 2024 |
| -------------------- | -------------------- | ---- | ---- | ----- | ---- | ---- | ---- | ---- | ---- |
|                      | Giro de Italia       | —    | —    | —     | —    | —    | —    | —    | —    |
|                      | Tour de Francia      | —    | —    | —     | —    | —    | —    | —    | —    |
|                      | Vuelta a España      | —    | —    | 118.º | 73.º | —    | —    | —    | —    |
| Mundial en Ruta      | Mundial en Ruta      | Ab.  | —    | —     | —    | —    | —    | —    | —    |
| Mundial Contrarreloj | Mundial Contrarreloj | 49.º | —    | —     | —    | —    | —    | —    | —    |

—: no participa

Ab.: abandono